# أعمدة مصر القديمة

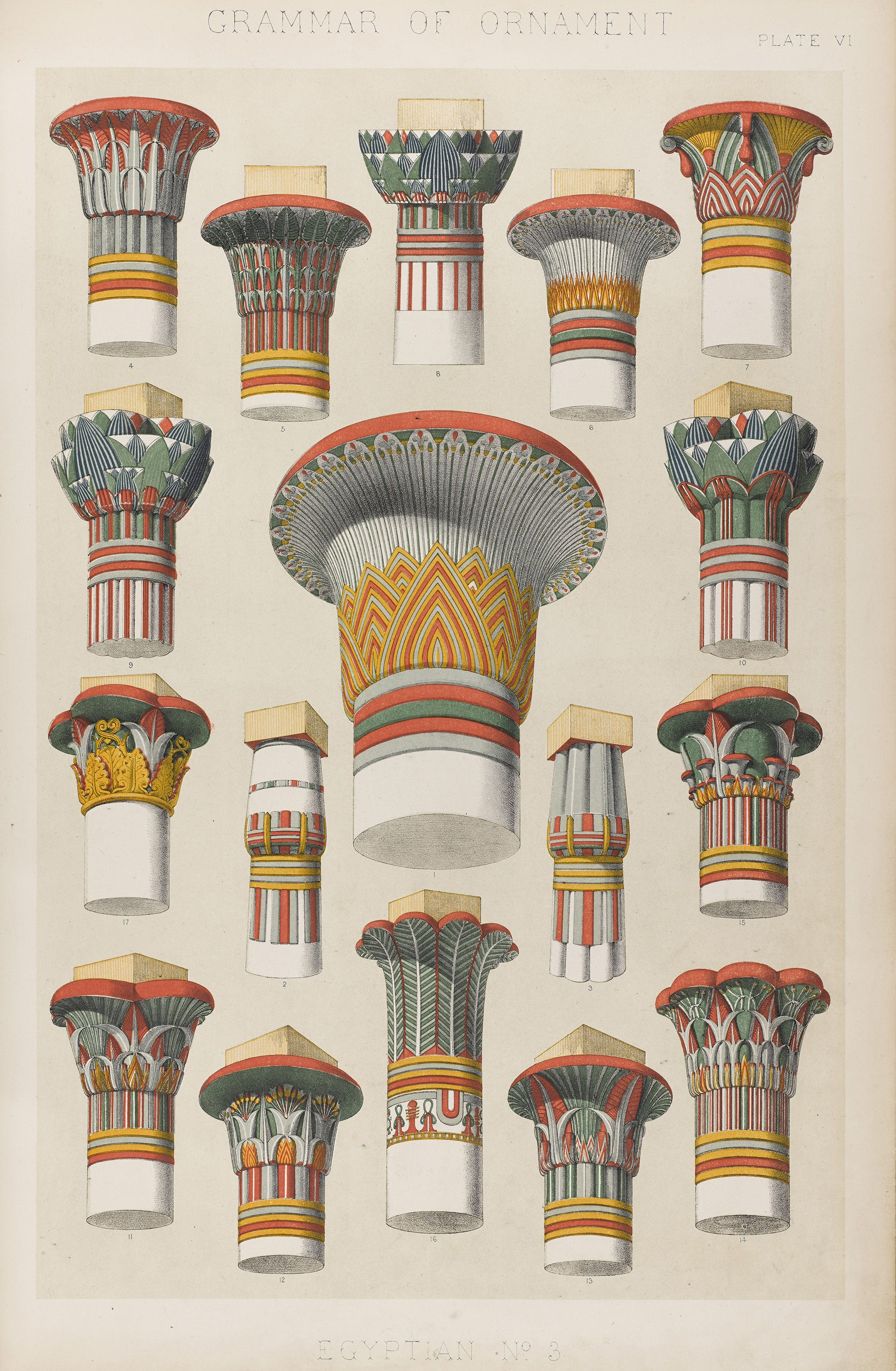
أمثلة مختلفة على تيجان مصرية قديمة متعددة الألوان

عندما نفكر في المعابد المصرية، فإن أحد العناصر المعمارية الرئيسية التي تتبادر إلى الذهن هو العمود. في الواقع يصعب تخيل معبد مثل الكرنك دون التفكير في قاعاته ذات الأعمدة، وما سيأخذه الكثير من الزوار معهم هو رؤى صروح ومسلات وتماثيل وأعمدة. غالبًا ما كانت أعمدة الأعمدة مزينة برسومات ملونة بنقوش منحوتة ومطلية، وتظل من أكثر العناصر المعمارية إثارة للاهتمام في الهياكل المصرية.
سيتعرف معظم الأشخاص الذين لديهم أي معرفة بمصر القديمة على الفور على شكل أعمدة نمط اللوتس والبردي، ولكن في الواقع تم عزل ما لا يقل عن 30 عمودًا مختلفًا عن معابد الفترات المختلفة. في معظم الأوقات، كانت أعمدة الأعمدة تُنسخ في حجر من دعامات مصنوعة من النباتات، تشبه إما جذعًا أو حزمة من السيقان ذات قطر أصغر. أيضًا، كان لشكل التاج، أعلى العمود، موضوع نباتي أيضًا، وعند انتقال التاج إلى العمود، يمكن العثور على خمسة شرائط تمثل الربط الذي يربط معًا حزمة السيقان التي صنعت الأعمدة الأولى. فوق التاج، عادة ما يربط العداد المنخفض العمود بالعتبات الموضوعة فوقه. ومع ذلك، هناك استثناءات لكل هذا. على الأقل قبل العصر اليوناني الروماني، وجدنا أيضًا أعمدة بها عمود الخيمة والإلهة حتحور وغيرها من الزخارف الآلهة.
في الواقع، كان نوع العمود عادة، ولكن ليس دائمًا، هو الذي يمليه وضعه داخل المعبد، وبالتالي فإن معظم المعابد تستخدم في الواقع أكثر من تصميم واحد. في معظم الأوقات، تم استخدام أعمدة من طراز «بود» في ساحات المعبد الخارجية، خاصةً بعيدًا عن المحور المركزي للمعبد الداخلي. تم العثور على تيجان النمط «المفتوحة» في أغلب الأحيان في المناطق المركزية للمعابد. ومع ذلك، مع مرور الوقت في أواخر فترة الآثار، كان هناك اختلاف كبير في هذه الموضوعات. في العصر اليوناني الروماني، أصبحت أنماط الأعمدة متنوعة بشكل خاص، وتم تصدير العديد من التصميمات المصرية إلى اليونان وروما، حيث خضعت لمزيد من التغييرات التطورية.
في أقدم تاريخ مصري، غالبًا ما كانت الأعمدة مصنوعة من كتلة متجانسة كبيرة. ومع ذلك، في جميع الفترات اللاحقة، كانت الأعمدة تُبنى عادةً في كتل مقطعية تم تشكيلها أولاً ثم صقلها من الأعلى إلى الأسفل. ثم يتم رسمها بشكل طبيعي، وبعد ذلك، كان من الصعب معرفة أنها لم تقطع من قطعة واحدة من الحجر.

## الأنواع الرئيسية للأعمدة والتيجان

### أعمدة نمط النبات

#### أعمدة مخددة

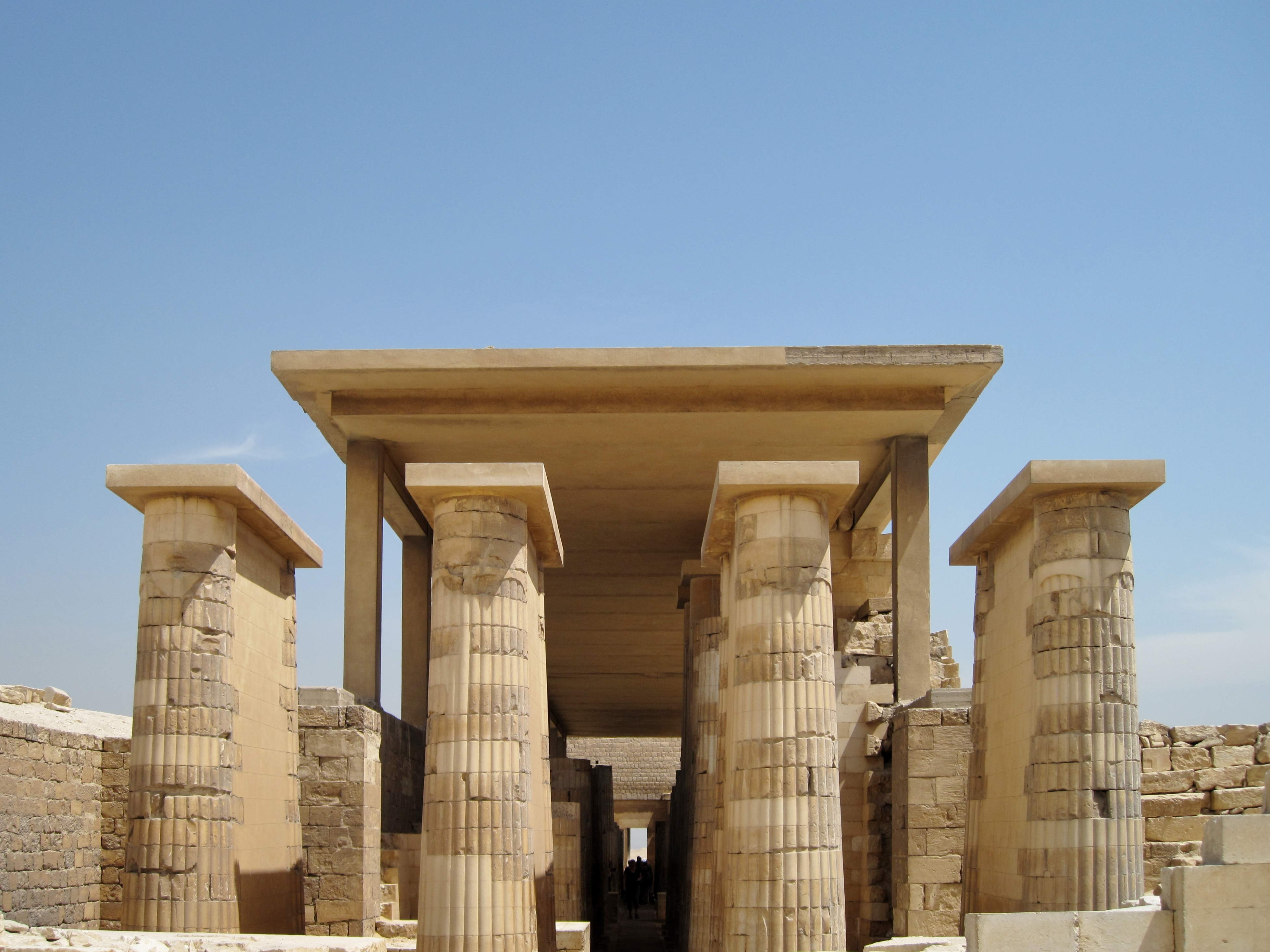
أعمدة مخددة، مدخل الفناء الجنوبي للهرم المدرج لزوسر

ظهر هذا الشكل المبكر من العمود لأول مرة في السياج الهرمي المتدرج لزوسر، لكن الشكل تلاشى في الغالب من قبل الإمبراطورية المصرية. ومع ذلك، استمر استخدامه في النوبة. تشبه هذه الأعمدة وتمثل القصب أو سيقان النباتات المجمعة، ولكن خلال فترات لاحقة، اتخذت في بعض الأحيان شكل عمود متعدد الأضلاع.
ربما يكون الأمر الأكثر إثارة للاهتمام حول الأعمدة المخددة في مصر هو أنها تمثل على الأرجح الأعمدة الأولى المصنوعة من الحجر في العالم. في حين أن الأعمدة المخددة ربما فقدت شعبيتها كأسلوب مستقل، فإن العديد من الأعمدة المستقبلية تضم عناصر تصميم منها، في الواقع، ببساطة تتضمن تيجان أكثر تعقيدًا.

#### أعمدة النخيل

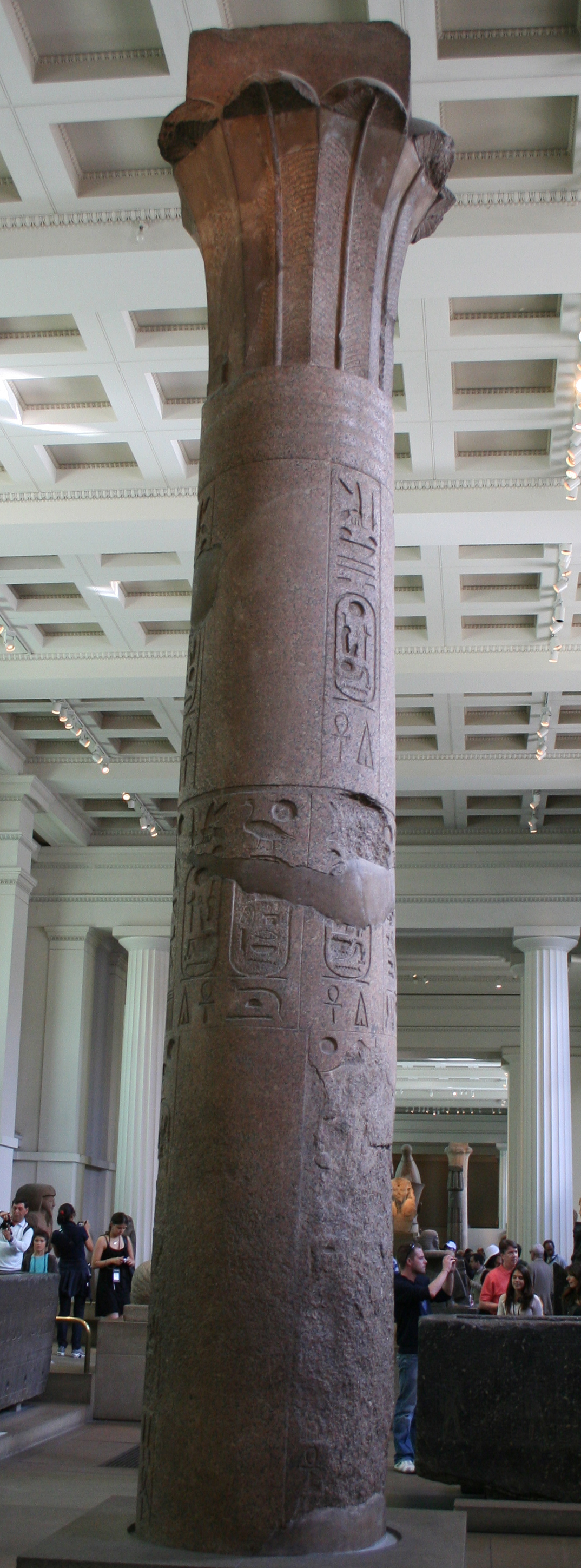
عمود نخيل، المتحف البريطاني

كانت أعمدة النخل أيضًا واحدة من أقدم أنماط الأعمدة في عمارة المعابد المصرية. تم العثور على أمثلة لهذا النوع من الأعمدة، على سبيل المثال، في مجمع الأهرام الجنائزي للأسرة الخامسة للملك أوناس. ومع ذلك، بعد الأسرة الخامسة، أصبحت هذه الأنواع من الأعمدة نادرة، ولكنها استمرت في الاستخدام من حين لآخر. في الغالب نجد أمثلة خلال فترات لاحقة في معبد طهارقة في كاوة في النوبة العليا، وفي بعض المعابد التي تعود إلى العصر اليوناني الروماني. ومع ذلك، يمكن العثور عليها أيضًا في الرامسيوم. هناك، في الجانب الداخلي من الفناء، صفان من عشرة أعمدة. الأعمدة الأربعة الوسطى في كل صف هي أعمدة بردي بينما الأعمدة الأخرى هي أعمدة راحي. من الواضح أن هذه الأعمدة كانت تحتوي على شكل شجرة نخيل، لكنها لم تمثل الشجرة نفسها في الواقع، بل كانت عبارة عن ثماني سعف نخيل مثبتة على عمود.

#### أعمدة لوتيفورم

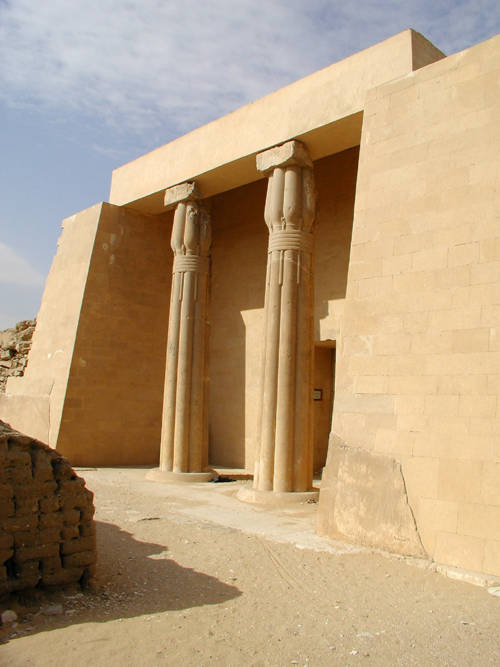
أعمدة لوتيفورم، مقبرة بتاحشبس الخاص هو وزير وقاضي في عهد ساحورع.

ربما كانت أعمدة لوتيفورم تستخدم في المباني غير العلمانية ثم في المعابد. ومع ذلك، هذا لا يعني أنهم لم يكونوا يعملون في بعض الأحيان في العمارة الدينية. تمتع شكل العمود البسيط برعم اللوتس باستخدام واسع النطاق في معابد المملكة المصرية القديمة والمملكة المصرية الوسطى. انخفض استخدامه خلال عصر الإمبراطورية المصرية، ولكنه وجد شعبيته مرة أخرى خلال العصر اليوناني الروماني. يحتوي هذا العمود عادةً على أعمدة مضلعة تمثل سيقان اللوتس، وتيجان على شكل زهرة لوتس مغلقة (برعم) أو مفتوحة. تمامًا كملاحظة جانبية، لم تكن نباتات اللوتس على وجه التحديد موجودة في العصور القديمة من العصور المصرية القديمة. ما نشير إليه كثيرًا باسم «اللوتس» كان في الواقع نوعًا من زنبق الماء.

#### أعمدة بردي

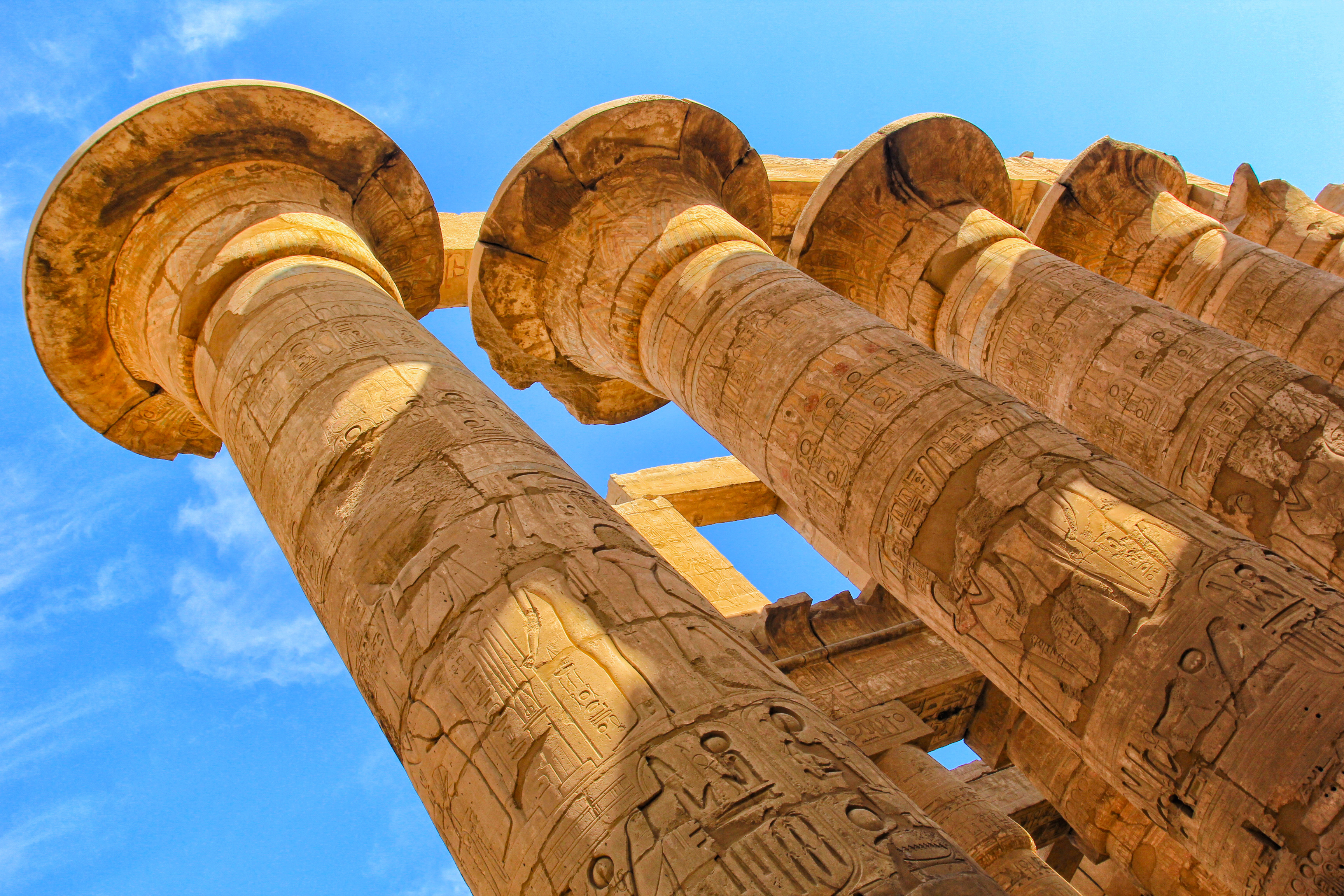
أعمدة بردي ذات تيجان مفتوحة، مجمع معابد الكرنك في الأقصر

هناك العديد من الاختلافات في هذا النوع من الأعمدة. يحتوي بعضها على أعمدة دائرية تمثل نباتًا واحدًا، بينما يحتوي البعض الآخر على أعمدة مضلعة تمثل نباتًا متعدد السيقان. يمكن إغلاق التيجان (البراعم) أو فتحها بشكل عريض على شكل جرس. خلال عصر الإمبراطورية المصرية، كانت أعمدة معظم أعمدة البردي تتدحرج إلى أعلى من القواعد المزينة بأنماط مثلثة تمثل أغلفة جذعية منمنمة. يمكن العثور على أقدم الأمثلة التي نعرفها عن أعمدة نمط العمود الدائري في حاوية هرم زوسر المتدرجة في سقارة. ومع ذلك، فهذه ليست أعمدة قائمة بذاتها، ولكنها مدمجة في هياكل أخرى. على الرغم من أن شكل العمود الدائري للعمود يبدو أنه قد تم استخدامه عبر التاريخ المصري، إلا أنهم شهدوا استخدامًا واسع النطاق خلال عصر الإمبراطورية المصرية، جنبًا إلى جنب مع كل من أنماط التيجان المفتوحة والمغلقة.

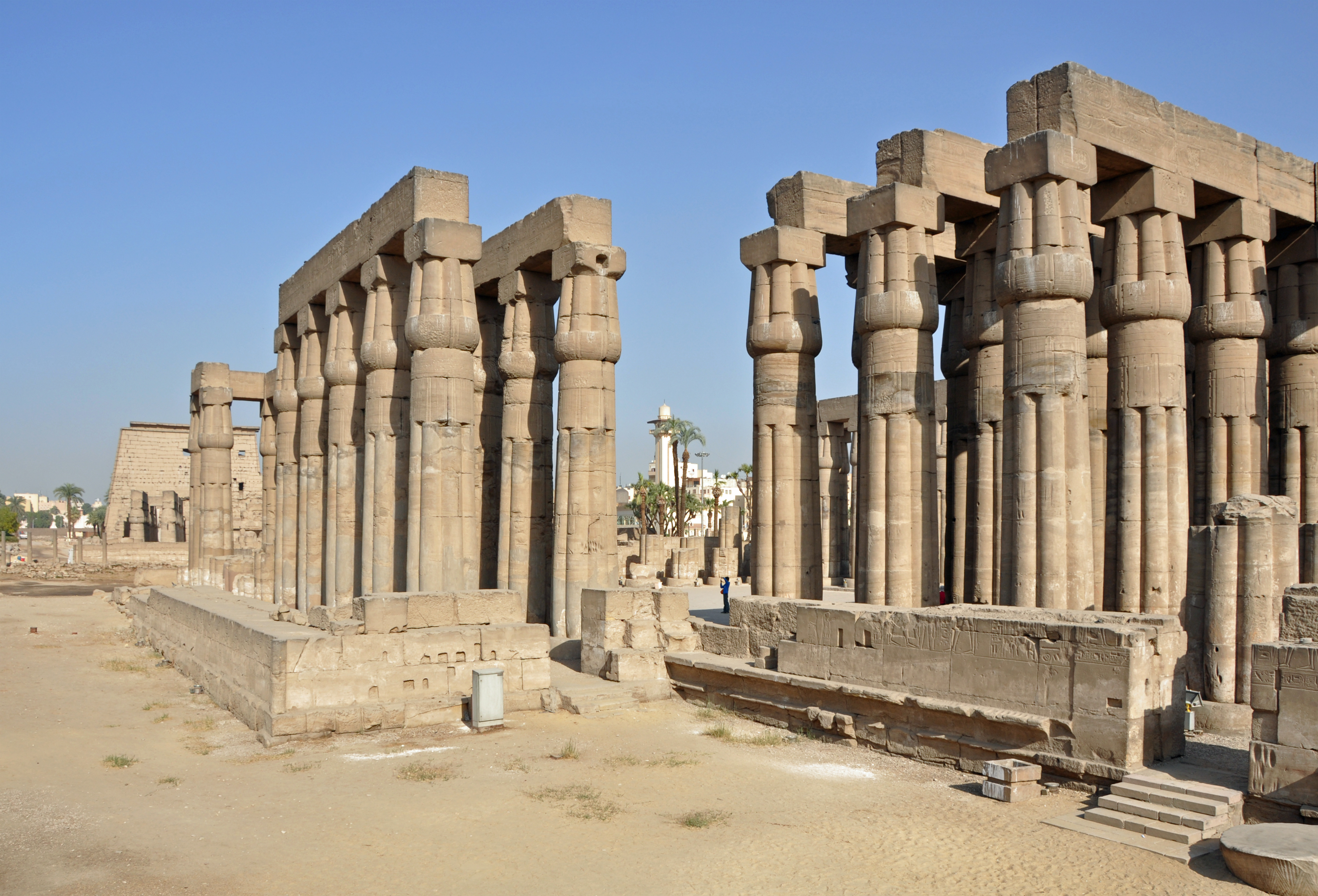
أعمدة بردي ذات تيجان مغلقة، معبد الأقصر

وجدنا أولاً الشكل متعدد الجذوع لهذا العمود مستخدمًا خلال الأسرة المصرية الخامسة، ولكنه استخدم أيضًا بشكل متكرر خلال عصر الإمبراطورية المصرية. تعتبر أعمدة الأسرة الثامنة عشر جيدة بشكل خاص مع تفاصيل فنية كبيرة. أصبحوا أكثر أسلوبًا في الأسرة التاسعة عشر.

#### أعمدة مخروطية الشكل
يبدو أن نمط العمود هذا سرعان ما تلاشى بعد استخدامه في جدار زوسر المدرج للهرم. لم يتم العثور عليه في المعابد اللاحقة. يتميز النمط بعمود مخدد يعلوه تاج يمثل أغصان شجرة صنوبرية.

#### أعمدة عمود الخيمة
على الرغم من أننا ربما نعرف تطبيقات أخرى لهذا الأسلوب من الوثائق، إلا أنه من الواضح أن الأمثلة الوحيدة الباقية موجودة في مهرجان معبد تحتمس الثالث في الكرنك. من الممكن أن تكون النماذج المبكرة جدًا للأسلوب قد شيدت أيضًا من الطوب. ليس هناك شك في أن هذا النوع من الأعمدة المصنوعة من الحجر كان نادرًا. العمود عبارة عن تمثيل بالحجر للأعمدة الخشبية المستخدمة لدعم الهياكل الخفيفة مثل الخيام وأحيانًا الأضرحة أو الأكشاك أو كبائن السفن. ربما يكون سبب استخدام تصميم عمود الخيمة هذا لغزًا إلى حد ما، على الرغم من أنها تنعكس بالتأكيد على أقدم الهياكل في مصر ونظيراتها الخشبية. يُعتقد أحيانًا أن الأعمدة المحددة في معبد تحتمس الثالث قد تم تصميمها على غرار أعمدة خشبية فعلية لخيمته العسكرية.

#### أعمدة كامبانيفورم

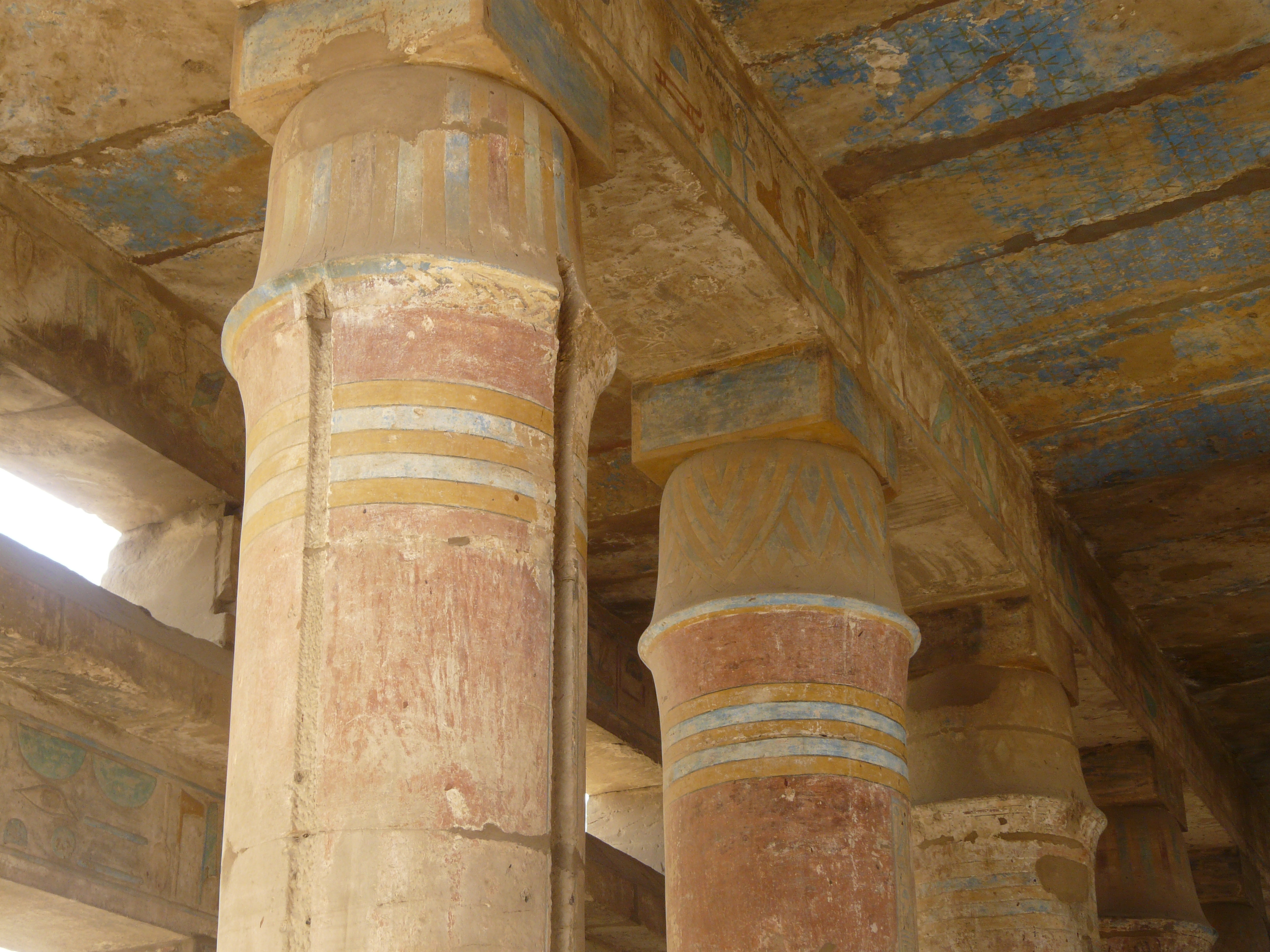
أعمدة كامبانيفورم، مجمع معابد الكرنك

يوجد تنوع كبير في هذا النمط من الأعمدة. أخذوا في بعض الأحيان شكل عمود أو عمود زهري. كان لبعضها أعمدة دائرية أو مضلعة أو مربعة. كان لديهم جميعًا شكل من أشكال التيجان على شكل زهرة. اثنان من أشهرها موجودان في قاعة حوليات تحتمس الثالث في الكرنك. في هذا المعبد، تأخذ الهياكل شكل عمود. وهي تشتمل على نمطين من الأعمدة، أحدهما يمثل النبات الشعري لمصر السفلى (الشمالية)، نبات البردي، والآخر يمثل النبات الرمزي لمصر العليا (الجنوبية)، اللوتس. يتم وضعهم بشكل رمزي على الجانبين الشمالي والجنوبي للقاعة. لم يكن هذا التنسيب غير عادي، ونرى العديد من الأمثلة على الأعمدة الموضوعة في شمال وجنوب الأفنية بزخارف شمالية وجنوبية. هذه الأنواع المحددة من الأعمدة نادرة، لكن أشكالها الأكثر نمطًا ظهرت بشكل متكرر في العصر اليوناني الروماني.

#### أعمدة مركبة

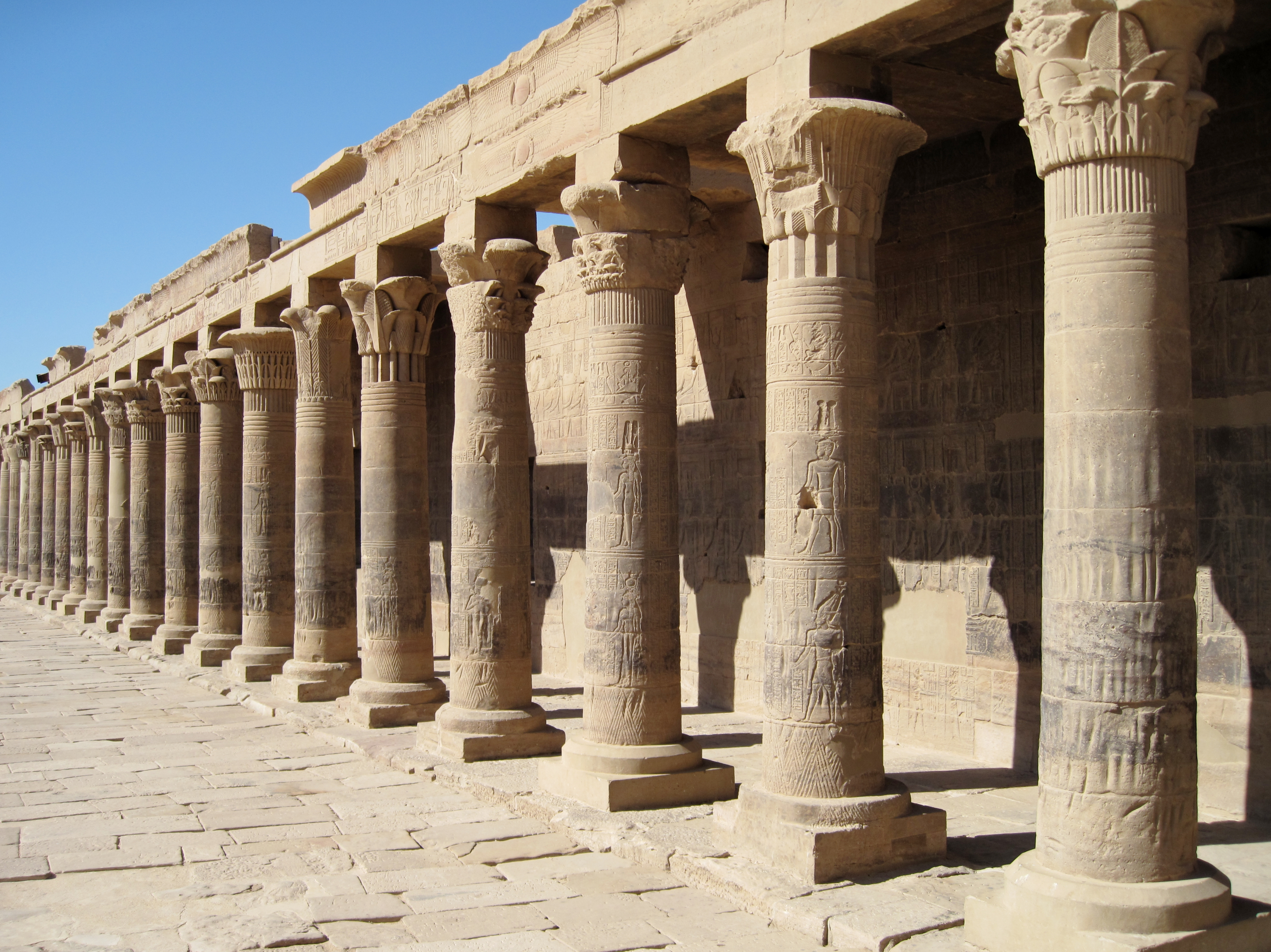
أعمدة مركبة، معبد فيلة، أسوان

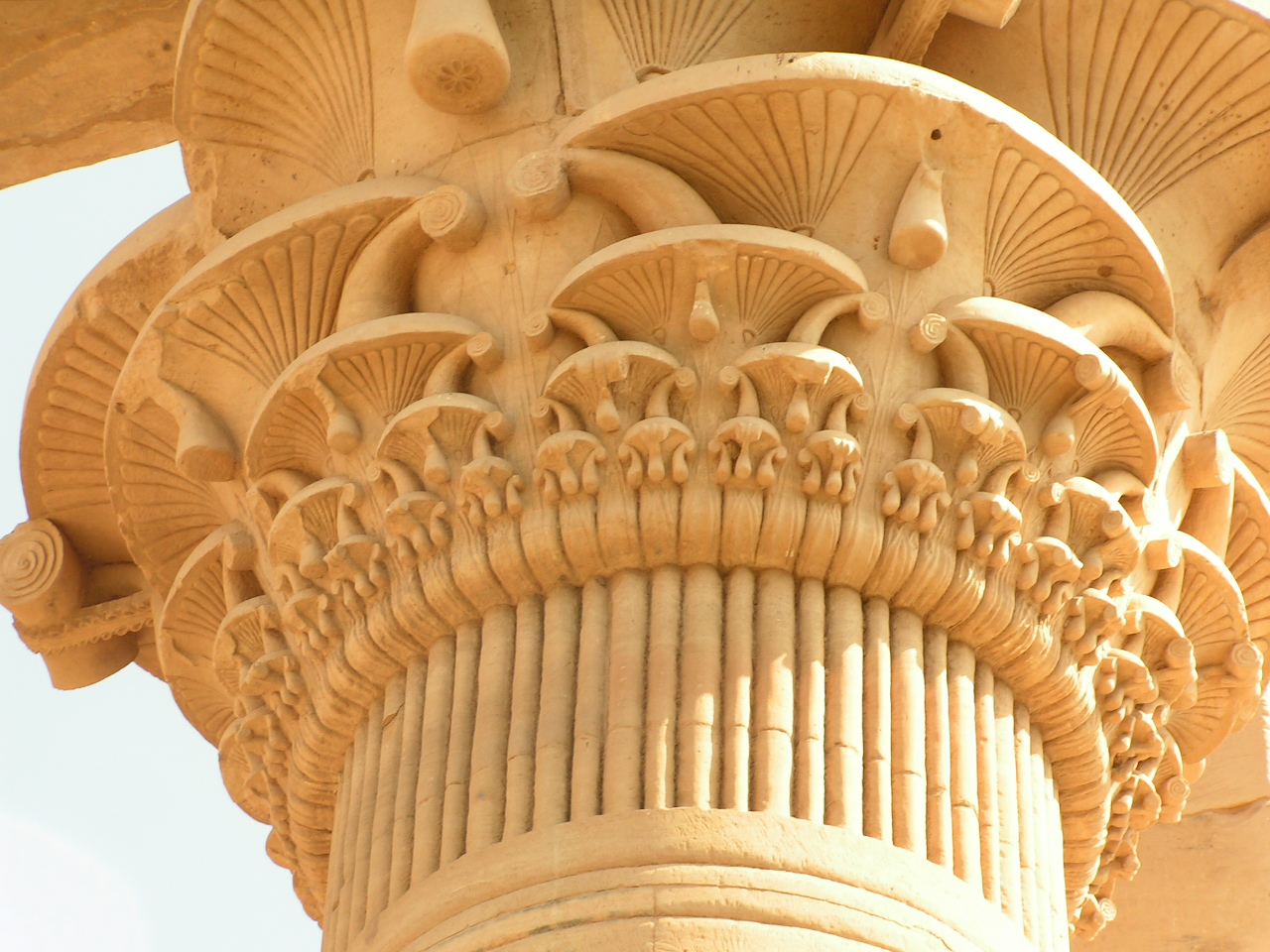
تاج عمود مركب، معبد فيلة، أسوان

كانت هذه الأعمدة شائعة خلال العصر اليوناني الروماني. من المحتمل أن تكون الأعمدة المركبة امتدادًا تطوريًا لأعمدة كامبانيفورم مع زخارف تيجان بما في ذلك تصميمات نباتية لأي عدد من النباتات الحقيقية أو حتى المتخيلة. يمكن أن يكون تنوعها لا نهاية له، وقد أصبحوا منمقين تمامًا بحيث يصعب التعرف على الزخارف الزهرية الأصلية. في الواقع، استمر هذا النوع من الأعمدة في التطور في اليونان وروما، وأصبح مختلفًا تمامًا عن الصنف المصري.

## أعمدة ليست نمط النبات
بينما كانت أعمدة النباتات الطبيعية هي الأكثر شيوعًا في مصر، يمكن أن تمثل أنواع الأعمدة والأعمدة الأخرى الآلهة أو صفاتها. ومن الأمثلة على ذلك:

### أعمدة حتحورية

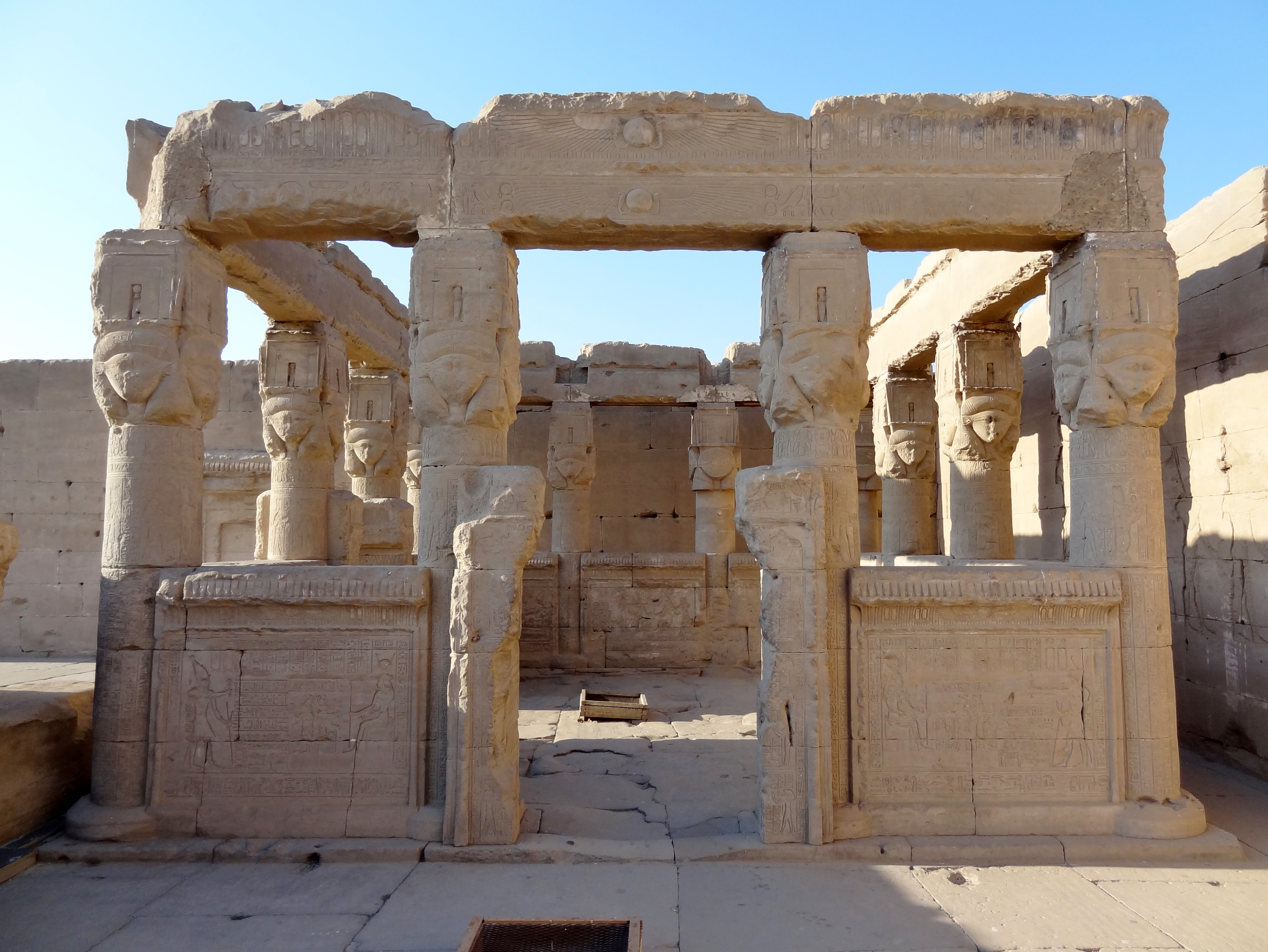
أعمدة حتحورية، مجمع معابد دندرة، أسوان

لم يظهر هذا النوع من الأعمدة قبل الدولة الوسطى، وربما نشأ في تلك الفترة. عادة ما يمكن التعرف عليهم على الفور من خلال عاصمتهم على شكل الإلهة حتحور برأس البقر. غالبًا ما كان لديهم عمود دائري بسيط. تم اعتبارها جميعًا شائعة إلى حد ما، ويمكن العثور على أمثلة في معبد نفرتاري في أبو سمبل وداخل قاعة الأعمدة للمعبد البطلمي (اليوناني) في دندرة. من المحتمل أن تكون أعمدة دندرة هي الأكثر شهرة، حيث يوجد رأس هذه الإلهة على الجوانب الأربعة لجميع الأعمدة الأربعة والعشرين. ونعرف أيضًا العديد من المعابد الأخرى ذات أعمدة حتحور، بما في ذلك معبد النخبة في الكاب.

### أعمدة أوزيرايد

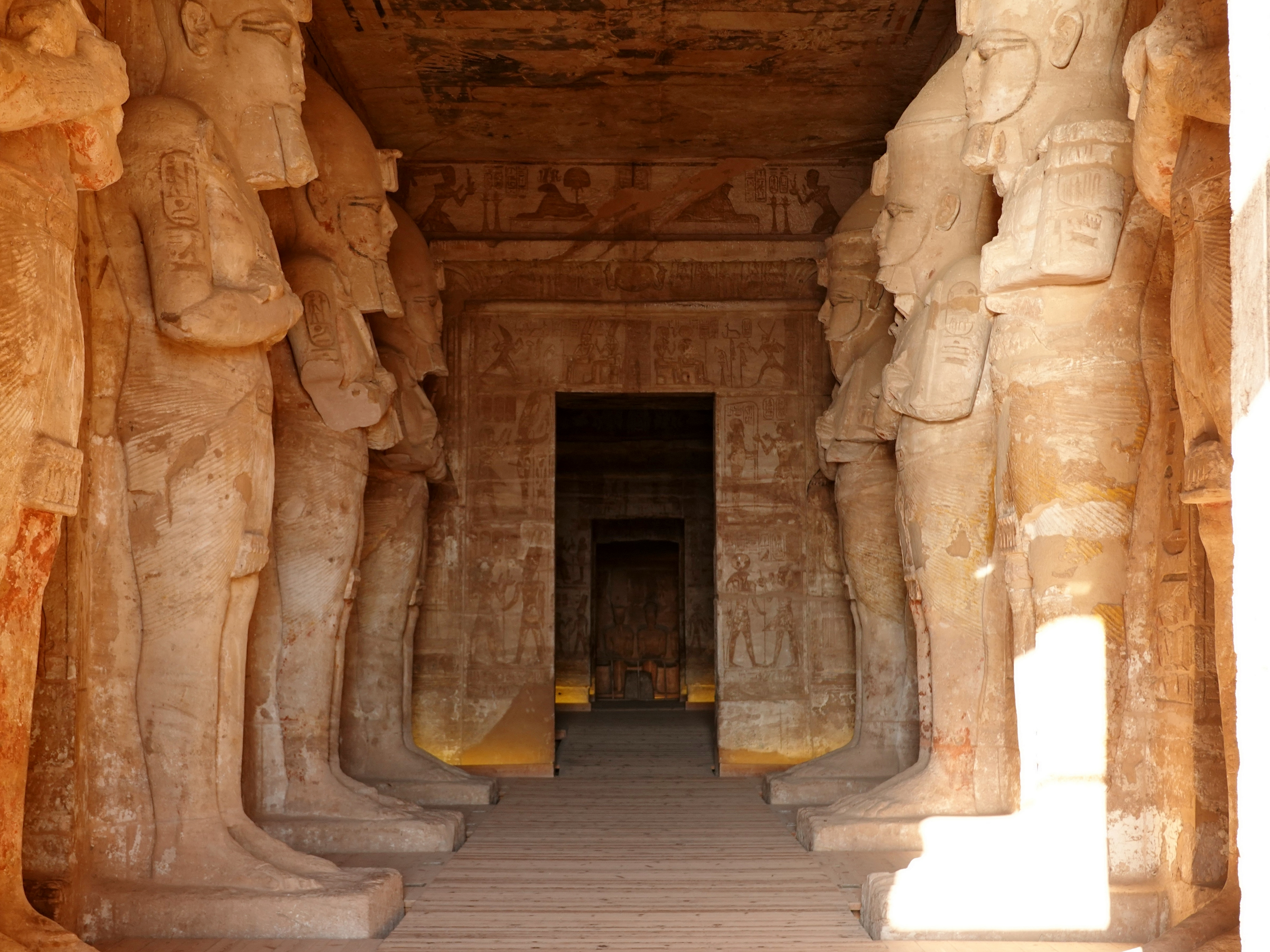
أعمدة أوزيرايد، معبد أبو سمبل

جميع الأمثلة على هذا النوع من الأعمدة متداخلة، مما يعني أنها جزء من عنصر معماري آخر. يبدو أنها نشأت أيضًا في المملكة المصرية الوسطى، وتتخذ شكل تمثال للإله أوزوريس على السطح الأمامي للعمود.